# Mordella setacea
Mordella setacea es una especie de coleóptero de la familia Mordellidae.

## Distribución geográfica
Habita en Woodlark (Papúa Nueva Guinea).